# Gorgonidia withfordi
Gorgonidia withfordi là một loài bướm đêm thuộc phân họ Arctiinae, họ Erebidae.